# Therlinya kiah
Therlinya kiah är en spindelart som beskrevs av Gray och Smith 2002. Therlinya kiah ingår i släktet Therlinya och familjen Stiphidiidae. Inga underarter finns listade i Catalogue of Life.